# 新丸三書店
株式会社新丸三書店（しんまるさんしょてん）は、愛媛県松山市南久米町に本社を置く日本の書店である。宮脇書店のグループ会社である。

## 概要
1947年6月に愛媛県松山市に「丸三書店」として開業した。一般書籍の他、医学書などの専門書や学校用教科書などを中心に販売し、愛媛県内有数の老舗書店であった。ピーク時には9店舗を展開していたが、不況による売上低迷や郊外型大型店との競争、バブル期の多店舗出店による多額の負債などが原因で、2009年11月に民事再生法の適用を申請した。負債総額は約12億円。
2010年10月には宮脇書店グループから出資を受けて「株式会社新丸三書店」を設立、同年11月には丸三書店の事業を継承した。11月27日には松山市南久米町に280坪の新本店をオープンした。

## 沿革
- 1947年 - 会社設立。
- 2009年11月 - 民事再生法の適用を松山地方裁判所に申請（負債総額は約12億円）。松山市湊町にある本店を閉店。
- 2010年
  - 10月 - 「株式会社新丸三書店」設立。
  - 11月 - 丸三書店の事業を新丸三書店に事業譲渡。愛媛県松山市南久米町に本店をオープン。

## 店舗
- 本店・外商部 - 愛媛県松山市南久米町525番地1
- 医学部店 - 愛媛県東温市志津川　愛媛大学医学部構内
- 医療大学店 - 愛媛県伊予郡砥部町高尾田543 愛媛県立医療技術大学内